# Sutton Park

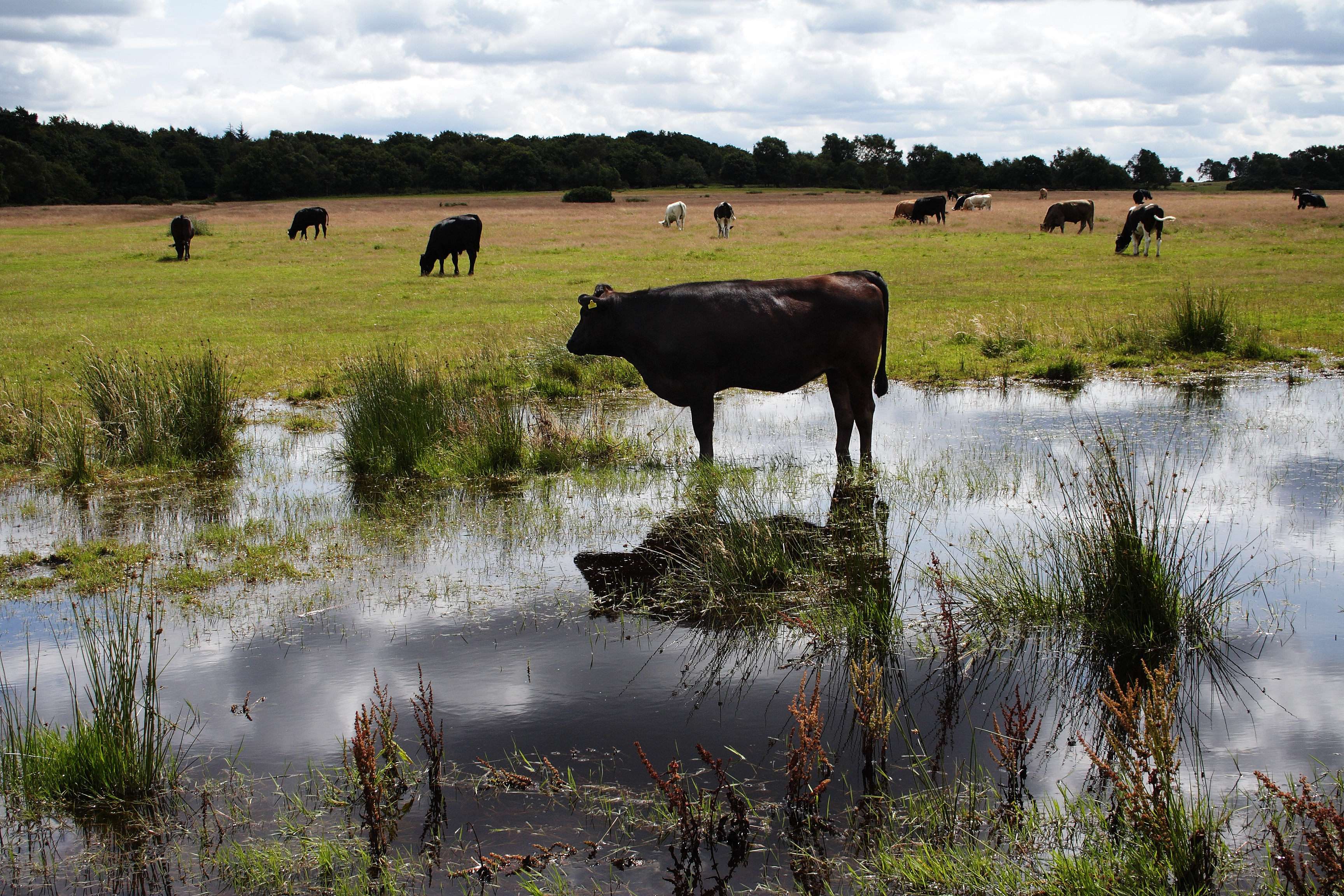
grazende runderen in het park (2007)

Sutton Park is een groot stadspark in Sutton Coldfield in de Engelse stad Birmingham. Met een oppervlakte van meer dan negen vierkante kilometer is het een van de grootste parken van het Verenigd Koninkrijk en Europa. Het landschap wordt gekenmerkt door bos, heidevelden, drasland en zeven meren. Grote delen van het park zijn aangewezen als nationaal natuurreservaat en beschermd erfgoed. Toegang tot het park is gratis.
In 1957 werd de Wereldjamboree in Sutton Park gehouden en in 2022 zal het park tijdens de Gemenebestspelen de locatie zijn van de triatlonwedstrijden.